# 電影少女
『電影少女』（でんえいしょうじょ）は、桂正和によるSF恋愛漫画作品。
様々なメディアミックス展開が行われており、桂正和の代表作の一つである。基となった読切『ビデオガール』と共に桂にとっては漫画家としてのターニングポイントとなった作品でもある。
2018年1月時点で累計発行部数は1400万部を記録している。

## 概要
読み切りとして書かれた『ビデオガール』（後述）を基に『週刊少年ジャンプ (WJ)』（集英社）誌上で1989年51号から1992年31号まで連載、最終回のみ増刊号『週刊少年ジャンプ1992年ウインタースペシャル』に掲載された。『プレゼント・フロム LEMON』終了後、2年振りの連載となった桂正和4作目の連載作品であり、また桂が手掛けた初の本格恋愛漫画。
単行本はジャンプ・コミックス (JC) より全15巻が刊行されている。後に愛蔵版（1997年 - 1998年）・文庫版（2003年）としてそれぞれ全9巻で再出版され、ラジオドラマ、実写映画、テレビドラマ、OVA、小説、ゲームと様々な形でのメディアミックス展開も行われている。
ピュア（純粋）な心の持ち主にしか見えないレンタルビデオ店において貸し出される特殊なビデオテープから実体として現れる 少女・ビデオガールと、その少女たちの助けを必要としている恋に悩む少年を中心として、その少年の恋愛模様を描く。物語の中心となるビデオガールは2人登場し、本作品はそのビデオガールの名前から「あい編」と「恋（れん）編」との2編構成となっている。なお、英題を兼ねる副題は編に合わせて2種存在する。

### あい編
『電影少女』第1部に当たり、『WJ』1989年51号から1992年18号まで連載。副題および英題は「VIDEO GIRL AI」。JCの1 - 13巻に収録されている。
再生時の失敗から性格が豹変したビデオガール天野あいとの関係を中心に、心優しい高校生弄内洋太の恋愛事情を描く。
「恋編」は連載期間が短く知名度も低いため、一般的に『電影少女』として広く知られているのはほぼ「あい編」のみであり、様々なメディアミックス作品も「あい編」のみを原作としている。

### 恋編
『電影少女』の第2部に当たり、『WJ』1992年19号から31号までおよび、1992年ウインタースペシャルに掲載された。副題および英題は「VIDEO GIRL LEN」。JCの14巻と15巻に収録されている。
最初から心をもつビデオガール桃乃恋が、過去のトラウマから恋愛に臆病になっている高校生田口広夢と彼の親友刈川俊騎の恋を応援する様を描く。
「恋編」は「あい編」に比べると極端に連載期間が短いが、短期間で終了したことについて桂は「いろいろな事情」と語り、トシキについてもっと描きたかったことを述べるなど、打ち切りであったことを示唆している。

### タイトルの読み
『電影少女』の読みは単行本の中で「でんえいしょうじょ」とルビが振られており、これが正式な読みとなっている。ただし『D・N・A² 〜何処かで失くしたあいつのアイツ〜』や『I"s』など後の作品の単行本では、作者のコメント内の『電影少女』に「ビデオガール」とルビが振られている物もあり、「ビデオガール」という読みも、正式、もしくはそれに準ずる読み方として扱われている。
なお、後年になって桂は『週刊少年ジャンプ』連載時に「でんえいしょうじょ」とルビが振られていること、副題の「VIDEO GIRL AI」との関係（「ビデオガール ビデオガールアイ」と読むことは無いこと）から「でんえいしょうじょ」が正しい読み方であると述べている。
なお『電影少女』という表記はタイトルのみの使用となっており、作中に登場する少女たちの呼称や英題を兼ねる副題では「ビデオガール (VIDEO GIRL) 」となっている。

## 特徴
桂は本作のキーワードとして「リアル」を挙げており、このキーワードは内容・絵柄共にこの作品を特徴付けている。そしてさらには桂の作風に大きな転換期を与えている。

### 内容のリアリティ
本作品の連載開始前、桂は『WJ』において好評であった短編「SHIN-NO-SHIN 愛と憎しみのタイムスリップ」（『ZETMAN 桂正和短編集』に収録）を元に次の連載を開始するつもりであったが、当時『WJ』副編集長の、恩師として慕っていた鳥嶋和彦の鶴の一声により本作品の連載が決定される。
しかし、元来ヒーロー物やSFを好む桂は恋愛漫画の執筆に当初はあまり乗り気ではなく、せめてもの抵抗としてありがちな恋愛漫画を避けることを画策する。そして少年誌の恋愛漫画の常套手段であった「主人公の表情と間で考えや気持ちを読み取ってもらう」方法を避け、その逆として「細かくリアルに心理描写を描き出す」方法を取ることとする。
こうした心理描写は女性読者にも共感を与え、「男なのになぜ女の子の気持ちがわかるのか」と尋ねる少女からのファンレターが届いている。また教育評論家の斎藤次郎はこうした心理描写を「少女漫画顔負け」と評し、ラブコメディとしてちゃかさずに恋愛を描いた本作品を「少年誌初の『恋愛漫画』」と表現している。

### 性描写のリアリティ
心理描写のリアリティ追求は行動のリアリティにも繋がり、男女交際の当然の帰結としてベッドシーンなどの性描写へと繋がっていく。しかし「キスまで」という少年誌的な制約は厳しく、桂はこの制約の中で「裸を出さずにエッチに描く」ことにより、際どくリアリティのある描写を目指していく。
それでもこうした描写はたびたび問題とされ、単行本に収録される際の修正・単行本発行後の修正（3・5・6巻では初版と重版で異なる部分がある）・山口県での第3巻の有害図書指定と、当時強まっていた漫画に対する表現規制のあおりを直接受けることとなる。なお、こうした過激な表現は洋太と伸子との交際がきっかけとなっており、伸子の登場の前後で作品の質が違うと桂は述べている。
こうした「裸体描写を抑えながらも過激度を上げる」というギリギリの表現方法は、以降も桂の作品の特徴となっており、後の「エム」や『I"s』などにも受け継がれていった。

### 絵柄のリアリティ
読切『ビデオガール』のころより桂は、それまでの絵柄を壊しリアリティのある絵柄を模索し始める。
これは『電影少女』連載前に入院によって漫画の描けない生活を送っており、手が自分の絵を忘れてしまったことも転機とはなっているが、その他にも自分のキャラクターのルックスに飽きたこと、アイドル好きが加熱していたこと自分の絵よりも現実の女の子の方がかわいいと思っていることなどが理由として挙げられている。

## あらすじ

### あい編（あらすじ）
舞台は武蔵野に位置する東京都三鷹市。冴えないが気持ちの優しい高校生弄内洋太は、同級生の美少女早川もえみに密かな恋心を抱いていた。しかし彼女は、洋太の親友である新舞貴志に憧れており、洋太はもえみの片思いに協力することを約束し、彼女への失恋は決定的となってしまう。
失恋に沈む洋太の前に、不思議なビデオショップ 『GOKURAKU』 が現れる。店主から貸してもらったビデオテープ『なぐさめてあげる♥』を自宅で再生すると、ビデオガール天野あいがテレビから出現。あいは洋太の恋を応援すると言い出し、洋太とあいは一緒に暮らすことになる。
騒々しい共同生活の中で、あいと洋太は互いに心惹かれるようになっていくが、ビデオガールには『恋愛禁止』の掟が課されており、2人の仲はGOKURAKU管理者によって一度引き裂かれてしまう。その後、『応援するぜ』というタイトルに変更されたあいは、再び洋太の元へと返される。
その後、洋太は後輩の仁崎伸子と付き合うが、あいやもえみへの想いに悩まされる。さまざまな出来事を重ねていくうちに、あいに頼り切っていた頼りない自分自身の弱さに気付き、洋太は人間的に成長していく。

### 恋編（あらすじ）
あい編から7年後の下北沢などが舞台。過去のトラウマから「自分は女性を好きになってはいけない」と思い込む高校2年生田口広夢は、同じ絵画教室に通う白川あゆみに一目惚れをする。しかし彼女にはある悪い噂があった。親友刈川俊騎の後押しもあり白川をデートに誘い出したヒロムだったが、白川が噂通りの行動をとるのを目の当たりにしショックを受け逃げ出してしまう。
激しく傷ついたヒロムと、彼を心から心配するトシキの前に、突然 NEO GOKURAKU が現れる。まだ試作品だというテープを無理矢理借り出し、ヒロムの自宅で再生すると、彼らの前にビデオガール桃乃恋が現れる。再生時間は「あなたが本当の恋に出会うまで」。

## 登場人物

### あい編（登場人物）
※は恋編にも登場する人物。
声優はカセットブック版 / OVA版の順番に記載する。

#### 主要人物
弄内 洋太（もてうち ようた）※
声 - 佐々木望 / 草尾毅
私立貫大高等学校1年。思春期真っ盛りの冴えない高校生。幼い時に母親を亡くし、デザイナーである父親もほとんど家にいないため一人暮らし同然。当初は男性向けファッション誌をバイブルに、モテたい一心で雑誌をそのまま参考にした生活を送っていた。当初、仲間たちからは姓をひねって“モテナイヨータ”と揶揄されていた。過去の失恋経験から恋愛にトラウマがある。自分よりも他人を思いやる過剰なぐらいの「優しさ」を持つが、それゆえ他人への配慮から発したその場限りの「不誠実な優しさ」で逆に相手を深く傷つけてしまうこともあった。洋太の優しさは相手への配慮だけではなく過去のトラウマもあり、「自分が傷付きたくない」という自己防衛的側面も強く必ずしも自分より他人への配慮を優先した結果ではない。自分の本心を隠したいわゆる八方美人やお為ごかしとも、弱さを優しさにすり替えたものともいえる。また他の女性とのデート中にあいのことを気にしたり、特に女性への気遣いという点においては思慮に欠ける言動も少なくなく、周囲の人間が評価するほど完璧な「優しさ」を発揮しているわけではない。嫌なことがあるとすぐ学校を休むなど辛いことから逃避する傾向も強く、状況に流されやすい優柔不断な性格である。しかし、あいとの出会いや出来事を重ねていくうちにあいに頼り切っていた自分自身に気付き、人間的に成長していく。
父親の影響を受けて絵を描くことを特技とし、後に絵本作家として才能を開花させた「恋編」においての肩書きは絵本作家であり、副業として絵画教室を開いている。
天野 あい（あまの あい）※
声 - 高山みなみ / 林原めぐみ
洋太がGOKURAKUから借りてきたビデオテープ「なぐさめてあげる♥」（のちに「応援するぜ」に改題）より現れたビデオガール。本来はスタイル抜群、かつ女性らしい淑やかな性格・特技の持ち主のビデオガールとして再生されるはずだったのだが、洋太のビデオデッキが壊れていたため、がさつで男っぽい性格になり、胸が縮み、得意なはずの料理も下手となる。また、副作用としてビデオガールが本当は持ち得ないはずの「人を愛する心」を持ってしまう。一人称は「オレ」。一度は洋太の前から消されるが、クラスメイトとして再び洋太の前に姿を現す。以前の記憶は消えていながらも、洋太に惹かれ、「洋太と結ばれれば、人間にしてやる（ただし洋太に知られれば無効）」というローレックとの約束から、再び洋太を振り向かせようとするが、いずれ消える運命である自分に、洋太が振り向きそうにも無いと分かると、自ら身を引き運命を受け入れようとする。再生時間がカウントダウンされる中、洋太の頼みを聞き入れ、彼の絵本作りを手伝うあい。最終的には、パッケージ通りの「ビデオガール・天野あい」に戻されることを不幸と感じた洋太に、デッキを壊され消えていく。その後は光の粒子となって洋太の部屋に漂いながら「見守って」いたが、洋太が改めて作り直した絵本の完成とともに消失するかと思われた。しかし、洋太、そしてあいを知るみんなが、彼女を想う心が奇跡を呼ぶ。光の粒子が再集結し「人間」へと生まれ変わったあい。洋太とあいは強く抱きしめ合うのだった。
自分が消える運命にあっても、自分が選択したからと洋太なり他の誰なりに精神的に頼らず、人のいいところを見つけるのが得意。洋太への必殺技は「コバンザメ」、「フライングプレッシャー」、「あいちゃんダイナミック」など多彩。
「恋編」では直接の登場はないものの、洋太の会話の中で元気であることが語られており、またあいが発したと思われるセリフも描かれている。
早川 もえみ（はやかわ もえみ）
声 - 三石琴乃 / 天野由梨
洋太の同級生で、顔もスタイルも良い、かわいらしい美少女。洋太は彼女に恋心を寄せているが、もえみは新舞貴志に恋をしており、その相談を、もえみの中では友人の範疇内と位置づけている洋太にしてしまう（洋太は傷つくが、もえみは考えも及ばない）。物語中盤のある事件をきっかけに貴志と別れ、自分に好意を持ってくれている洋太と付き合うことにするが、それも初めは傷ついた心を寂しさや孤独感から回避させ、洋太の優しさで傷口を覆い包ませ癒し守るためだった。しかし、徐々に真摯な洋太に惹かれていき、のめり込んで行く。あいに心を奪われている洋太の愛を得るために必死の努力をするも、洋太はあいを選び、もえみは振られてしまう。父親の海外赴任に伴いスイスのジュネーブに行く予定（もえみのスイスでの進路の予定は作中では明らかにされていない）で高校も退学するが、外国へ行くことは逃げることになるのではとの思いから、日本で一人暮らしをすることになった。いつも他人に頼らず生きてきたあいに比べて、他人に頼って生きようとしていた、弱かった自分を回想する場面がある。
新舞 貴志（にいまい たかし）
声 - 井上和彦 / 辻谷耕史
洋太の親友。友人と組んでいるバンドではウッドベース担当のベーシスト。洋太とは対照的にモテることにはあまり関心がない、禁欲的かつクールな美少年。その甘いマスクもあって、もえみをはじめ多数の女子生徒を惹きつけている。ただし過去にトラウマがあるために女性に対しての関心は薄い。気が無いながらももえみと付き合いはじめるが、後に彼女のことを意識し始める。しかしとある事件をきっかけとして、もえみと洋太のことを思い、自らを悪役とすることによってもえみと破局し、さらには洋太とも絶縁状態となる。その後、洋太の元を去ったあいの危機を救い、一緒に暮らし始めるが、あいのことは異性と意識していない。あいによれば、自分が持たない洋太の優しさに憧れている様子である。夏美と清水の関係をあいから知らされ、夏美が危篤に陥ったとの連絡を受けたあいと共に、夏美と清水を再会させるのに手を尽くす。後に、清水と共に岡山でバンド活動をするようになる。
仁崎 伸子（にざき のぶこ）※
洋太の後輩。中学生の時に在籍していた美術部で洋太に憧れ、洋太を追って同じ高校に入学し、留年した洋太と同じクラスとなる。他の女子生徒とは好みの男のタイプが少し違う。ポジティブ思考の持ち主で、時々洋太をビックリさせる大胆発言をする。洋太に想いを告白し付き合い出すものの、洋太があいのことを想っているためにぎくしゃくし、夏休みになってから致命的なすれ違いが生じた末に、やり直しを提案した洋太を伸子が拒否する形で終幕を迎える。ただし、伸子は洋太を嫌いになったわけでなく、あいと洋太の邪魔にならないように身を引いたのである。
「恋編」には最終回直前に登場している。
山口 夏美（やまぐち なつみ）
幼いころ、洋太の家の近くに住んでいたが、引っ越して以来音信不通となっていた少女。伸子と別れた洋太が失意のままに乗った電車（中央線）の車内で、座っていた座席を強奪した謎の女として登場。その後、彼氏に振られた腹いせに、新宿の路上で洋太を殴っていたヤンキーたちを一気に倒し、洋太を助ける。家出中（実際には両親と死別し、親類から絶縁された）で洋太の家に転がり込むも追い出され、公園でテント暮らしをしていたが、持病の心臓病が悪化し、入院。そして危篤状態になり、あい、洋太、清水が駆けつけるも、全員に見守られて短い生涯を終える。格闘に長け、あいを消すため送り込まれた刺客のビデオガール・神尾まいと互角に渡り合うほどの力があるが、前述の持病が原因で長時間の無理が利かない。強気な言動とは裏腹にピュアな心を持ち、あいがビデオガールであることを知りながらも口外しなかった。疎遠状態であった洋太とあいを再会させ、息を引き取る。

#### GOKURAKU
ピュアな心の持ち主にだけ見える不思議なレンタルビデオショップを営む組織。
おじいさん※
声 - 青野武 / 緒方賢一
名前は不明。レンタルビデオショップGOKURAKUの店主として洋太にあいのビデオを貸し出した人間。高い技術力を買われ、ローレックの元で働いており、GOKURAKUの組織の中では下層に位置する。組織の中で唯一の洋太とあいの味方であり、あいの身元引受人となり、あいを人間にするために試行錯誤したりと、自分の身を省みずに2人の力になる。
「あい編」最終話で次元の狭間に飛ばされかけたが、「恋編」では心のあるビデオガールを貸し出し、GOKURAKUに敵対するNEO GOKURAKUの店主として、洋太と数年ぶりの再会を果たした。
ローレック
声 - 若本規夫 / 鈴置洋孝
ビデオガールを作った男で、季節に関係なくいつもコートを着ていることから通称は「コートの男」。完全な人工人間。GOKURAKU店主は「あのお方」と呼んでいる。冷酷な性格で、特定の男に恋をしたあいを失敗作とみなし、洋太のもとから回収、処分しようとする。
バルテック
おじいさんが「上の方」と呼び、GOKURAKUにおいてローレックの上に位置する人物。
神尾 まい（かみお まい）
あいに代わり完璧なビデオガールとして「再生」された少女。ビデオのタイトルは「元気を出して♡」。仁崎伸子に振られたことをローレックにつけ込まれた松井直人によって再生された。当初は直人の言うことに盲目的に従う人形のような美少女として振る舞っていたが、理性をなくした直人に1週間も視聴覚室に監禁され、壊されかけた。その後、ローレックによって様々な特殊装備を施されてパワーアップし、あいの消去を命じられてからはサディスティックな性格に豹変した。GOKURAKUの設立目的である「愛という感情の否定および消滅」という設定を体現したキャラクターの一人で、愛を信じ、人を愛する「不完全な」ビデオガールであるあいを敵視する。自らの体に流れるあいとは違う型の磁力を武器にし、あいを葬り去ろうとするが、2度の襲撃はいずれも失敗。最後はあいの磁力によって敗れ、「消えたくない」という感情とともに消滅してしまった。外見のモデルは『ビートルジュース』のリディア。

#### その他（登場人物）
空山 高夫（そらやま たかお）
洋太と同学年で同じ高校に通う高校生。美術部に所属している。電車の中では痴漢行為を働くなどと非常にスケベで女好きな性格をしており、女性の前では猫をかぶりかわいこ振るなど、裏表のある性格である。かわいいと思ったあいと洋太が仲がいいことが気に食わず、洋太からあいを奪おうとする。父の作三はPTAの会長を務めている。父親がPTAの会長であることを利用し、洋太を挑発して自分を殴らせ陥れて退学に持ちこませようとする（これはPTA役員の母親が関与した）など、非常に計算高い謀略家と言える。結果、洋太は退学は免れたものの、空山の母親が「絶対に許さない」と息巻いたこともあって停学に処せられ、それによる出席日数の不足から留年することとなった。
美加（みか）
洋太が小学校のころに好きだった女の子で、告白し振られた初恋の相手。回想でのみの登場。
ひろこ
洋太が中学校のころに好きだった女の子。洋太が絵を描くことをやめ、恋愛マニュアル通りの行動を取るようになったきっかけを与えた人物。
友子（ともこ）
伸子のことを「ノーチン」と呼ぶ伸子の友達。
松井 直人（まつい なおと）
伸子と同学年の高校生で、以前から伸子のことが好きであった。通学中の電車内で伸子が洋太のことでもめていることを聞きつけ、隙に付け入り告白するも振られ、GOKURAKUを利用できる人格ではないながらも特例として神尾まいのビデオを与えられる。学校の視聴覚室で再生し、そのまま1週間飲まず食わずで視聴覚室に籠りきって衰弱し、ローレックにまいに関する記憶を消す劇薬を飲まされ倒れているところを発見される。自分が振ったせいでこのような事態になったと思った伸子が看病に付き、洋太とすれ違う原因を作る。しかし伸子が洋太と別れた後は登場していない。
清水 浩司（しみず こうじ）
夏美の彼氏で、ディスコ K2Rでダンサーをしている。登場時21歳。岡山出身。夏美に「金が貯まったら必ず呼ぶ」と約束をして東京へ行くが、1カ月後には連絡が途絶えていた。夏美を助けるための大金を手に入れるため、ディスコのオーナーの娘に近づき、契約金で大金を掴む直前まで行くも、夏美の体がもたなかった。もえみを襲った人間がK2Rの店員であったことをきっかけとして貴志と知り合い、後には共にバンドとして活動している。

### 恋編（登場人物）
田口 広夢（たぐち ひろむ）
マンガ家を目指す、私立楽歓高等学校の2年生。洋太の開く絵画教室に通っている。仕事上の理由で北海道へ行った兄の部屋で、留守中の管理のために一人暮らしをしている。性格は生真面目。女性に対して恐怖を伴う幻想を抱いており、女性の裸を見る事すら嫌がるほどで、トシキからは「対女性潔癖性」と言われている。過去、恋した少女から容姿を理由に手酷く振られた上、周囲に笑い者にされたことで自殺までしようとした（これはトシキが止めた）。その一件から、女性と恋愛に対する強烈で深刻なトラウマを抱くようになり、恋をすることを拒み続けていたが、白川との出会い、恋と出会ったことによって徐々に変わって行く。四字熟語や慣用句など少し難しい言葉を使いたがるが間違えることも多い。
桃乃 恋（ももの れん）
ビデオショップ「NEO GOKURAKU」のビデオテープ「恋をしようよ♡」から現れたビデオガール。再生時間は「あなたが本当の恋に出会うまで」。あいとは異なり最初から心を持っている。ヒロムたちがNEO GOKURAKUを訪れた時はまだ出来たばかりのプロトタイプで、テストをなされていない状態であった。素直で朗らかな性格であり、役目を果たそうとかなり一生懸命ではあるが、ドジでおっちょこちょい。料理は苦手。初対面時にヒロムが「ボク」と言ったのを気に入り、自身でも一人称として「ボク」を用いる。
白川 あゆみ（しらかわ あゆみ）
ヒロムと同じ絵画教室に通う、神瀬高校の2年生。ヒロムのトラウマの原因となった島田礼子と瓜二つの容姿を持つ。兄がいたが他界している。まじめで一途な性格で誰が見てもかわいらしい美少女だが、「男と2人きりになるといきなりパンツを脱ぎ『このままでもできるでしょ』『あとは好きにして』と言う」という根も葉もない噂が流れている。真実を問うたヒロムに、諦めと自棄の感情からこの言動を行ってしまい、ヒロムのトラウマの肥大化を招いたばかりか、精神や自我の崩壊直前に追い込んでしまった。克也と交際していたが実は遊ばれていた（噂を流したのも克也だった）。後にはヒロムと付き合う。心は「ピュア」そのもので、ヒロムと付き合い始めてからも、彼に何よりも「自分自身」を見てほしいと願っている。
刈川 俊騎（かるかわ としき）
ヒロムの幼なじみであり親友であり同級生。恋が登場してからはヒロムの家に泊まり込み3人で生活していた。料理が得意で喧嘩が強い。非常にモテる上に「来る者は拒まず」なために、とっかえひっかえで女の子と付き合うが、誰と付き合っても本気になれないという悩みを持つ。ヒロムが女性恐怖症・恋愛恐怖症となった過去を知っており、実際に自殺を止めた当事者ということもあって、ヒロムを心から心配しており、どうにか彼のトラウマを消そうと懸命尽くしているが、あゆみとの一件で恋愛を一生しないと誓ったヒロムの姿にショックを受け、あゆみを殴り飛ばそうと怒り狂ったほど（「女子を信じた僕が悪い」とヒロムに止められた）。ヒロムと恋との生活の中で今までの自分の問題点と自分が梢子のことが好きなことに気付き、クリスマスに告白して付き合うこととなる。
小沢 梢子（おざわ しょうこ）
ヒロムとトシキの幼なじみであり同級生。トシキと同じくヒロムの過去を知っており、心配している。ヒロムからは女として見られていないことを知りつつも密かに思い続けていたが、ヒロムがあゆみと付き合い始めたことによってその思いにけりを着けた。クリスマスにトシキからの告白を受け、付き合いはじめる。
克也（かつや）
白川と同じ高校に通う白川の元彼氏で、白川の噂を流した張本人。
美術部の人と仲良くしていたことにショックを覚え、浮気して裏切ったと勝手に思い込み、あゆみを貶める噂を流した、というのが噂を流した真相。
根も葉もない噂を流して憂さを晴らした上、再びあゆみを辱め、ヒロムも陥れようとするが、あゆみを信じ、守ろうと奮起したヒロムに企みを打破され、駆けつけたトシキに叩きのめされた。
里子（さとこ）
白川と同じ高校に通う白川の友達で、噂に苦しむ白川のことを心配している。
島田 礼子（しまだ れいこ）
ヒロムに決定的なトラウマを与え、女性および恋愛恐怖症にさせた張本人。白川あゆみと非常によく似た容姿を持つ。
4年前、容姿を理由に嫌っていたヒロムから告白されたことに怒りを爆発させ、「あんた…鏡見たことあんの!?そのツラであたしと付き合おうって言うの!?一億年早いわよ！（中略）あたしがハズかしいだけじゃない！このバカ!!　死んじまえ！家に帰ってクソしてねろ！」と、あからさまに嫌悪しながら、あらん限りの怒声で罵詈雑言を叩きつけて手酷く振った。この一件でクラスの笑い者にされたヒロムは自殺未遂を起こしている。
ヒロムを振った回想場面のみの登場で、トシキと梢子が会話で名前を出したこと以外、どこで何をしているのかなど、（連載打ち切りが決まった関係で）去就は一切語られなかった。

## その他
- 実在する街が描かれているが、これは桂正和のこだわりであり、登場人物以外でも「リアルさ」を求めた結果（空想上ではなく実際の街中でストーリーが繰り広げられることを求めたため）である[要出典]。これは後々の作品にも引き継がれている。
  - あい編では三鷹駅周辺が主な舞台となっておりよく登場する。特に北口が登場する場面が多い。その他、吉祥寺（パルコや北口商店街）や新宿（主に東口）も実在する施設が多い（武蔵境駅も連載当時は「実物そのもの」であったが、2008年現在は中央線の高架化工事で駅舎が移転したため全く異なっている）。その後のOVAでは渋谷が登場したほか、千葉県市川市の江戸川放水路（東西線妙典駅近く）に非常によく似た場所が登場した。
  - 恋編では下北沢や渋谷が描かれている。
- 第5巻の2版以降、差し替えがある。確認できるだけで以下の通り。
  - 2版以降は目次の次の2ページが黒で塗り潰されている。これは初版の19・20ページが全てカットされたことでのページ数不足を補うためである。まいがスカートをたくし上げ、露わになった下着に松井が手を伸ばし、下腹部を愛撫、さらに頬擦りをして崩れ落ちる、という2ページが削除されている。下着を見せることへの恥じらいを確認した後、すぐに見つめ合うシーンへ移る。
  - CHAPTER38・39にかけて、まいは全裸であったが、下着が加筆されている。しかし、修正の精度が悪く、コピーした原稿に手書きで書き足した画質に劣化している。トイレに行こうとする際に下着を履きなおすのだが、既に履いているため、話の流れが不自然になってしまっている。
  - CHAPTER41の2ページ目1コマ目は当初「あいの尻のアップ」であったが、次コマの洋太の顔部分のみを拡大したコマに差し替えられている。
  - 裸エプロンという姿であったあいに、下着が加筆されている。
  - CHAPTER45の中で、あいともえみが温泉に入っているシーンで、お湯の量が増やされ、下腹部が隠されている。
- 『WJ』上での次作『D・N・A²』にはエロ本の表紙モデルとして天野あいと神尾まいが出演している[26]。
- 2020年9月に双葉社ウェブサイト『ふたまん』で行われた「思春期に読んでドキドキさせられた好きな少年ジャンプの漫画」ランキングで1位を獲得した[27]。

## カセットブック
『電影少女 -VIDEO GIRL AI-』のタイトルで1991年に集英社カセットおよび集英社CDブックより、カセットブック・CDブックが発売。脚色は後にノベライズも担当した富田祐弘。

### 収録曲
1. 電影少女 VIDEO GIRL AI
2. VIDEO GIRL

## 映画
『電影少女 -VIDEO GIRL AI-』のタイトルで1991年に実写映画化された。監督は以前より桂の知人であった金田龍が務めた。同時上映は『ふしぎの海のナディア』。

### スタッフ（映画）
- 製作：株式会社スタッフ東京、株式会社ムーン・エンターテインメント・ピクチュアーズ
- 監修：桂正和
- 製作総指揮：朝野勇次郎
- 企画：渡辺正憲、永田英二
- 製作：河野宏、渡辺正憲
- プロデューサー：日高武司、市山隆治、米沢昭宣
- 原作：桂正和
- 脚本：桂正和、吉本昌弘
- 音楽：小六禮次郎
- 撮影：丸池納（J.S.C.）
- 照明：森谷清彦
- 美術：清水剛
- 録音：深田晃
- 特撮監督：浅田英一
- 編集：菅野善雄
- 助監督：伊藤聡
- 製作担当：武石宏登
- 監督：金田龍

### 主題歌（映画）
宇都美慶子 「抱きしめて -シュールな恋-」（ポリドール〈現：ユニバーサル ミュージックLLC〉）

### キャスト（映画）
- 天野あい：坂上香織
- 弄内洋太：大沢健
- 新舞貴志：保阪尚輝
- 早川もえみ：浜口ひろみ
- 加奈子：矢蒔浬子
- 瑞枝：野村詩織
- 絵里：橋野恵美
- 美紀：加上由実
- 洋太（子供時代）：澤田英俊
- 貴志（子供時代）：古謝潤一
- 女の子：白山愛
- 郵便配達：ふじわら哲平
- 謎の?：桂正和
- オヤジ：ポール牧
- 謎の男：岸部一徳

## テレビドラマ

### 第1シリーズ『電影少女 -VIDEO GIRL AI 2018-』
テレビ東京系列の「土曜ドラマ24」枠（毎週日曜日0時20分 - 0時50分〈土曜日深夜〉）、2018年1月期より『電影少女 -VIDEO GIRL AI 2018-』のタイトルで連続ドラマ化された。ストーリーは、原作から25年後を設定しており、主人公は弄内洋太の甥である男子高校生・弄内翔（もてうちしょう）が、おじの家の納屋で古いビデオデッキを見つけるところから展開する。
放送に合わせて第1話の脚本を原作者がコミカライズした『電影少女 -VIDEO GIRL AI 2018-』（原作・作画：桂正和、オリジナル脚本：喜安浩平）が『ヤングジャンプ』（2018年5・6合併号、集英社）に22ページの読み切りとして掲載された。
劇中アニメ制作はシグナル・エムディが担当。現・プロダクションI.Gの西久保瑞穂らが1992年に手掛けた後述のOVAが素晴らしかったことと、原作リブートという意味でも、そのラインを絶対に生かしたかったため。若いスタッフたちが関監督の監修のもと手掛けた仕上がりは、ドラマ世界を広げるアニメーションになった。イラストは原作者の桂正和描き下ろし。
2019年1月19日未明（18日深夜）、テレビ東京で特別編が放送された。テレビ北海道、TVQ九州放送は同時ネット、テレビ愛知、テレビ大阪は遅れネットで放送された。

#### キャスト（第1シリーズ）
主要人物
- 天野アイ - 西野七瀬（乃木坂46）[29]
- 弄内翔 - 野村周平
- 柴原奈々美 - 飯豊まりえ[34]
- 古矢智章 - 清水尋也[34]
- 大宮リカ - 大友花恋[34]
- 清水浩司 - 村上淳
- 弄内洋太 - 戸次重幸

ゲスト
- 小関カオル - 富田健太郎（第5話 - 第7話）
- 夏美 - 織田梨沙（第9話 - 第10話）

#### スタッフ（第1シリーズ）
- 脚本 - 喜安浩平、山田能龍、真壁幸紀、室岡ヨシミコ
- 監督 - 関和亮、真壁幸紀、桑島憲司
- 音楽 - tofubeats
- 主題歌 - tofubeats（unBORDE）
  - 「ふめつのこころ」（第1 - 6話、第11 - 12話）
  - 「ふめつのこころ 天野アイ ver.」（第7 - 10話）
- チーフプロデューサー - 浅野太（テレビ東京）
- プロデューサー - 五箇公貴（テレビ東京）、倉地雄大（テレビ東京）、巣立恭平（ROBOT）
- ブレーン - 酒井健作
- 制作 - テレビ東京、ROBOT
- 製作著作 - 「電影少女 2018」製作委員会

#### 放送日程（第1シリーズ）
| 各話   | 放送日        | ラテ欄             | 脚本              | 監督     |
| ------ | ------------- | ------------------ | ----------------- | -------- |
| 第1話  | 2018年1月14日 | なぐさめてあげる   | 喜安浩平          | 関和亮   |
| 第2話  | 1月21日       | 3か月の再生時間    | 喜安浩平          | 真壁幸紀 |
| 第3話  | 1月28日       |                    | 喜安浩平          | 真壁幸紀 |
| 第4話  | 2月04日       |                    | 山田能龍 喜安浩平 | 桑島憲司 |
| 第5話  | 2月11日       | アイの正体を知る男 | 山田能龍 喜安浩平 | 関和亮   |
| 第6話  | 2月18日       |                    | 喜安浩平          | 桑島憲司 |
| 第7話  | 2月25日       |                    | 真壁幸紀 喜安浩平 | 真壁幸紀 |
| 第8話  | 3月04日       | 届かない君への想い | 真壁幸紀 喜安浩平 | 関和亮   |
| 第9話  | 3月11日       | 忘れてもキミが好き | 喜安浩平          | 真壁幸紀 |
| 第10話 | 3月18日       | さよなら大好きな人 | 山田能龍 喜安浩平 | 真壁幸紀 |
| 第11話 | 3月25日       |                    | 山田能龍 喜安浩平 | 関和亮   |
| 最終話 | 4月01日       | 永遠に不滅のキス   | 喜安浩平          | 関和亮   |

| 各話   | 放送日        | ラテ欄             | 脚本              | 監督   |
| ------ | ------------- | ------------------ | ----------------- | ------ |
| 特別編 | 2019年1月19日 | さよならアイ卒業SP | 山田能龍 喜安浩平 | 関和亮 |

#### ネット局（第1シリーズ）
| 放送期間               | 放送時間                       | 放送局         | 対象地域       | 備考    |
| ---------------------- | ------------------------------ | -------------- | -------------- | ------- |
| 2018年1月14日 - 4月1日 | 日曜 00:20 - 00:50（土曜深夜） | テレビ東京     | 関東広域圏     | 制作局  |
| 2018年1月14日 - 4月1日 | 日曜 00:20 - 00:50（土曜深夜） | テレビ大阪     | 大阪府         |         |
| 2018年1月14日 - 4月1日 | 日曜 00:20 - 00:50（土曜深夜） | テレビ愛知     | 愛知県         |         |
| 2018年1月14日 - 4月1日 | 日曜 00:20 - 00:50（土曜深夜） | テレビせとうち | 岡山県・香川県 |         |
| 2018年1月14日 - 4月1日 | 日曜 00:20 - 00:50（土曜深夜） | テレビ北海道   | 北海道         |         |
| 2018年1月14日 - 4月1日 | 日曜 00:20 - 00:50（土曜深夜） | TVQ九州放送    | 福岡県         |         |
| 2018年1月27日 -        | 土曜 23:30 - 24:00             | テレビ和歌山   | 和歌山県       | 独立局  |
| 2018年1月28日 -        | 日曜 02:55 - 03:25（土曜深夜） | びわ湖放送     | 滋賀県         | 独立局  |
| 2018年1月28日 -        | 日曜 23:00 - 23:30             | 奈良テレビ     | 奈良県         | 独立局  |
| 2018年2月8日 -         | 木曜 01:25 - 01:55（水曜深夜） | テレビユー山形 | 山形県         | TBS系列 |
| 2018年3月8日 -         | 木曜 01:00 - 01:30（水曜深夜） | 熊本放送       | 熊本県         | TBS系列 |

| テレビ東京系 土曜ドラマ24                                         | テレビ東京系 土曜ドラマ24                                                     | テレビ東京系 土曜ドラマ24                                                                     |
| 前番組                                                            | 番組名                                                                        | 次番組                                                                                        |
| ----------------------------------------------------------------- | ----------------------------------------------------------------------------- | --------------------------------------------------------------------------------------------- |
| フリンジマン〜愛人の作り方教えます〜 （2017年10月8日 - 12月24日） | 電影少女 -VIDEO GIRL AI 2018- （2018年1月13日 - 4月1日）                      | 廃枠                                                                                          |
| テレビ東京系 日曜0:20 - 0:50枠                                    |                                                                               |                                                                                               |
| フリンジマン〜愛人の作り方教えます〜 （2017年10月8日 - 12月24日） | 電影少女 -VIDEO GIRL AI 2018- （2018年1月13日 - 4月1日） 【ここまでドラマ枠】 | FOOT×BRAIN （2018年4月8日 - ） 【11:00-11:25から枠移動・拡大、 ネットワークセールス枠に復す】 |

### 第2シリーズ『電影少女 -VIDEO GIRL MAI 2019-』
先述した『電影少女 -VIDEO GIRL AI 2018-』特別編のエンディングにおいて、2019年4月期より新シリーズ『電影少女 -VIDEO GIRL MAI 2019-』がテレビ東京系 金曜未明の深夜ドラマ枠「木ドラ25」にて放送開始されると発表。今回は原作に登場した別のビデオガール・神尾まい（マイ）が登場。ドラマ第1シリーズのラストに写真で登場した謎のビデオガール・神尾マイを主人公にしたシリーズ2作目であり、神尾マイ役を演じる乃木坂46の山下美月と萩原利久がダブル主演を務める。ストーリーは第1シリーズと同じくオリジナル的な要素をかなり多めに、マイにより人生を狂わされていく少年の悲喜劇が描かれる。ドラマプロデューサーによると「アイ（前作）がジェダイ（聖）の物語だとすると（今回の）マイはシス（闇）の物語」とのこと。

#### あらすじ（第2シリーズ）
ビデオを再生すると出現する〈ビデオガール〉神尾マイ（山下美月）。
再生ボタンを押した「再生者」の願いを叶えるため、あらゆる手段で願いの成就をサポートしつつ、次第に再生者はマイに心から心酔してしまい、マイの不在からは廃人同然のように精神を病んでしまう。
叶野（萩原利久）は偶然再生者となり、かつて幼馴染であった朝川（武田玲奈）との「ゴール」をマイに依頼する。
しかし、叶野が再生者になる以前に、高校では数人の男子生徒がマイに関連して心神喪失したことが他校や巷での噂となり、マイのことを追う記者・弄内（戸次重幸）まで現れる。
マイのなりふり構わない異常なまでの尽力もあり、叶野の想いは成就しつつあり、ついに朝川と付き合うようになるが、叶野に「マイはいとこ」と紹介されるも、叶野とマイが同居していること、かつて朝川はマイと仕事現場で出会っていることなどから不信感を抱く。
デート先を叶野の自宅にし、叶野とマイのいとこというにはあまりに親密な距離感に嫉妬を覚えた朝川は、学校でビデオガールのことを聞いていたことからふとテレビのデッキ類を確認すると、神尾マイが描かれたVHSビデオのパッケージと、それを再生し続けているビデオデッキを発見した。機転を利かせてマイに買い物を頼むと、マイの不在時にビデオの再生を停止し、パッケージごとビデオを持ち去ってしまう朝川。
マイが帰宅しないことから半狂乱となった叶野は、はじめてマイと出会った場所や町を探すが、朝川の訪問から異変があったことを思い出し、何度も電話もするが、朝川は応答しなかった。
再生者がいなくなったことからマイは消滅したと思われたが、なぜか拘束された状態で目を覚ます。側には叶野の高校の教師である松井（岡田義徳）がいた。
実は松井は高校生時代にマイを再生しており、その時の記憶を失っていたが、校内での噂からビデオガールのことを少しずつ思い出し、叶野が所持者だと睨み朝川を説得させビデオテープを持ってこさせていたのだった。
松井は過去のマイの所業を洗脳のように連続して再生さえ、マイのマインドコントロールに成功する。
松井は自宅にマイを住まわせ、それに従順に従うマイだった。ふとしたきっかけから叶野との記憶が頭をよぎり、外へと出かけていき、それを朝川が偶然見つけ、約束ではビデオテープは破棄すると聞いていたのにマイが再生されていることに驚きつつ、朝川の自宅で事情を問いただす。
じょじょに人間的な感情を持ち始めるマイは、松井の命令を無視して高校に手作り弁当を届けるまでになったが、人目につく行動を快く思わない松井は叶野を抹殺することを決意する。
朝川の献身的な対応もあり、叶野はマイへの思いを断ち切り、再び高校に通うようになるまでになり、穏やかな生活を送っていた。
偶然記者である弄内と接触した朝川は、叶野とマイとの関係を少しずつ共有し、松井が高校生時代と同じ高校に勤めていることを朝川に漏らす。
ついに行動を開始したマイは、松井とマイを目撃していた女子生徒・佐竹（新條由芽）をスマホ操作中の交通事故に見せかけて大ケガを負わせ、次のターゲットである叶野を校舎屋上に呼び出した。叶野を突き落とすことにためらうマイの様子を見ていた松井が飛び出し、松井と叶野がもつれ合うように校舎から落下する大ケガとなった。
現場を突き止めた弄内は救急車を呼びつつ2人を助ける。翌日、高校では叶野の飛び降り事故のみが報告され、一方の松井は命に別条はないが廃人同然で休養中として学校では生徒ひとりを殺そうとしたという疑いから内々で懲戒処分となった。
ビデオを停めるよう進言する弄内の意見に耳を傾けつつも、マイのこれからを思案する叶野。朝川も俳優業が軌道に乗り単身渡米して演技の勉強をすることを選択しひとりで挑戦する決意から叶野に別れを告げる。
今のマイの再生を停めると、ビデオテープの限界からもう二度と再生できないだろうと言われた叶野は、まだ叶えていないマイの願いを実現させようとマイの行きたい場所を探すことに協力する。
叶野の思い出の場所であるキャンプを楽しみつつ、マイの行きたい場所が見つかった。それは高校の放送室、マイがはじめて再生された場所だった。
休日にマイとともに学校に向かった叶野だったが、偶然にも学校に復帰する予定だった柳（柾木玲弥）に目撃され、マイに逆上し刃物を振り回す。すんでのところで放送室に籠城することに成功した叶野とマイ。今までの思い出を思い出しつつ、マイは自分の手で停止ボタンに手を伸ばし消滅した。
叶野に再び日常が戻ってきた。朝川からは定期的に連絡があるようで順調な様子、マイとの約束から写真に力を注ぎだす。

#### キャスト（第2シリーズ）
- 神尾マイ - 山下美月（乃木坂46）[39]
- 叶野健人 - 萩原利久[39]
- 朝川由那 - 武田玲奈[39]
- 川島杏奈 - 黒木ひかり[39]
- 佐竹美優 - 新條由芽[39]
- 水谷航平 - 大下ヒロト[39]
- 等々力守 - 久保田康祐[39]
- 柳智則 - 柾木玲弥[39]
- 加藤さやか - 桃月なしこ[39]
- 杉崎勇輝 - 甲斐翔真[39]
- 小山内和美 - 三浦誠己[39]
- 沢村雄介 - 森岡龍[39]
- 太田和夫 - 小松和重[39]
- 松井直人 - 岡田義徳[39]
- 弄内洋太 - 戸次重幸[39]

#### スタッフ（第2シリーズ）
- 脚本 - 喜安浩平、山田能龍、高野水登
- 総監督 - 関和亮
- 監督 - 真壁幸紀、湯浅弘章、山岸聖太、川井隼人
- 音楽 - KERENMI（蔦谷好位置）
- 主題歌 - KERENMI feat.大比良瑞希「からまる」（トイズファクトリー）
- チーフプロデューサー - 大和健太郎（テレビ東京）
- プロデューサー - 五箇公貴（テレビ東京）、倉地雄大（テレビ東京）、巣立恭平（ROBOT）
- 制作 - テレビ東京、ROBOT
- 製作著作 - 「電影少女 2019」製作委員会

#### 放送日程（第2シリーズ）
| 各話   | 放送日        | ラテ欄                                            | 脚本                       | 監督            | 総監督 |
| ------ | ------------- | ------------------------------------------------- | -------------------------- | --------------- | ------ |
| 第1話  | 2019年4月12日 | 男を誘惑 最凶ビデオガール誕生                     | 喜安浩平                   | 関和亮 真壁幸紀 | -      |
| 第2話  | 4月19日       | 妖艶全開! ビデオガールの魔の手                    | 喜安浩平                   | 真壁幸紀        | 関和亮 |
| 第3話  | 4月26日       | 悪徳写真家VS悪のビデオガール                      | 喜安浩平                   | 関和亮          | 関和亮 |
| 第4話  | 5月03日       | 止まらない悪女暴走                                | 喜安浩平                   | 湯浅弘章        | 関和亮 |
| 第5話  | 5月10日       | 見える幻影 美少女に侵されゆく心                   | 高野水登 喜安浩平 山田能龍 | 湯浅弘章        | 関和亮 |
| 第6話  | 5月17日       | 美女を操る黒幕登場 消えた少女 押された停止ボタン! | 山田能龍 喜安浩平          | 湯浅弘章        | 関和亮 |
| 第7話  | 5月24日       | 軟禁状態…壊れゆくビデオガール                     | 喜安浩平                   | 関和亮          | 関和亮 |
| 第8話  | 5月31日       | 最凶悪女編                                        | 山田能龍 喜安浩平          | 川井隼人        | 関和亮 |
| 第9話  | 6月07日       | バレる正体 復讐にかられる再生者                   | 喜安浩平                   | 湯浅弘章        | 関和亮 |
| 第10話 | 6月14日       | 破壊の命令 消されていく生徒たち                   | 喜安浩平 山田能龍          | 山岸聖太        | 関和亮 |
| 第11話 | 6月21日       | 再生時間は残り3日間 2人が導き出した答え           | 喜安浩平 山田能龍          | 山岸聖太        | 関和亮 |
| 最終話 | 6月28日       | 別れの時 2人で辿り着いた未来                      | 山田能龍 喜安浩平 高野水登 | 関和亮          | 関和亮 |

#### ネット局（第2シリーズ）
| 放送期間                | 放送時間                     | 放送局         | 対象地域       | 備考           |
| ----------------------- | ---------------------------- | -------------- | -------------- | -------------- |
| 2019年4月12日 - 6月28日 | 金曜 1:00 - 1:30（木曜深夜） | テレビ東京     | 関東広域圏     | 制作局         |
| 2019年4月15日 -         | 月曜 0:35 - （日曜深夜）     | テレビ大阪     | 大阪府         |                |
| 2019年4月17日 -         | 水曜 0:00 - 0:30（火曜深夜） | BSテレ東       | 全国放送       |                |
| 2019年4月26日 -         | 金曜 0:59 - 1:29（木曜深夜） | 宮城テレビ放送 | 宮城県         | 日本テレビ系列 |
| 2019年4月28日 -         | 日曜 22:54 - 23:24           | びわ湖放送     | 滋賀県         | 独立局         |
| 2019年4月29日 -         | 月曜 0:35 - 1:05（日曜深夜） | テレビせとうち | 岡山県・香川県 |                |
| 2019年5月5日 -          | 日曜 1:50 - 2:20（土曜深夜） | テレビ愛知     | 愛知県         |                |
| 2019年5月11日 -         | 土曜 23:30 - 24:00           | テレビ和歌山   | 和歌山県       | 独立局         |
| 2019年5月28日 -         | 火曜 0:55 - 1:25（月曜深夜） | 青森テレビ     | 青森県         | TBS系列        |

| テレビ東京系 木ドラ25                                | テレビ東京系 木ドラ25                                      | テレビ東京系 木ドラ25                             |
| 前番組                                               | 番組名                                                     | 次番組                                            |
| ---------------------------------------------------- | ---------------------------------------------------------- | ------------------------------------------------- |
| デザイナー 渋井直人の休日 （2019年1月18日 - 4月5日） | 電影少女 -VIDEO GIRL MAI 2019- （2019年4月12日 - 6月28日） | テレビ演劇 サクセス荘 （2019年7月12日 - 9月27日） |

## OVA
『電影少女 -VIDEO GIRL AI-』のタイトルで1992年に制作。VHS で全6巻。2001年には全2巻の DVD として、単品、BOX で販売されている。
特典映像として、東北弁でしゃべるあい、九州弁でしゃべる洋太、京都弁でしゃべるもえみによるかけ合いが収録されている（もえみ役の天野は京都出身）。

### スタッフ（OVA）
- 監督：西久保瑞穂
- シリーズ構成：関島眞頼、あかほりさとる
- キャラクターデザイン：後藤隆幸
- 美術：串田達也
- 色彩設計：遊佐久美子
- 撮影：高橋明彦
- 編集：ジェイ・フィルム、掛須秀一、山森重之
- 音楽：岡田徹
- 音響：田中英行
- プロデューサー：石川光久、大徳哲雄
- 企画：中野和雄、後藤広喜
- 制作：I.G.TATSUNOKO
- 製作・著作：集英社

### 主題歌（OVA）
オープニングテーマ「うれし涙」
作詞：遠藤京子 / 作曲：遠藤京子 / 歌：酒井法子
エンディングテーマ「あの日に…」
作詞：桂正和 / 作曲：松浦有希 / 歌：木村真紀
挿入歌
「メッセージ」（1）
作詞・作曲：飯村直子 / 編曲：山口美和子、岡田徹、杉山勇司&Nav Katze / 歌：Nav Katze
「君の虹」（3）
作詞：泉水敏郎 / 作曲・編曲：岡田徹 / 歌：須藤まゆみ
「硝子MOON」（3）
作詞：覚和歌子 / 作曲・編曲：岡田徹 / 歌：須藤まゆみ
「明日は明日」（4）
作詞：田口俊 / 作曲・編曲：岡田徹 / 歌：桂正和
「心の水たまり」（5）
作詞：泉水敏郎 / 作曲：岡田徹、鶴来正基 / 編曲：鶴来正基、岡田徹 / 歌：桂正和
「Frozen Flower」（6）
作詞・作曲：飯村直子 / 編曲：山口美和子、岡田徹、杉山勇司&Nav Katze / 歌：Nav Katze
「好きなんです」（6）
作詞・作曲・歌：木村真紀 / 編曲：岡田徹、棚谷祐一

### 担当声優（OVA）
※主要キャラクターの声優については上記の登場人物の欄を参照。
- 軽薄ボーイ：高木渉
- 女子生徒：佐久間純子、南杏子、須呂智美、根谷美智子
- 男子生徒：石野竜三、相沢正輝
- 男A：古田信幸
- 女の子：真柴摩利
- 従業員：相沢正輝
- 映画の声：須呂智美、高橋正彦
- 巡査：長島雄一
- 英語教師：小野健一
- アナウンス：池本小百合
- 店員：石野竜三
- カップルの男：長島雄一
- 留守番電話：本郷保（イメージ・サウンドトラック）

### 各話リスト（OVA）
| 話数  | サブタイトル                               | 脚本           | 絵コンテ   | 演出       | 作画監督                    |
| ----- | ------------------------------------------ | -------------- | ---------- | ---------- | --------------------------- |
| 第1話 | なぐさめてあげる                           | あかほりさとる | -          | 西久保瑞穂 | 後藤隆幸                    |
| 第2話 | プレゼント                                 | 関島眞頼       | 望月智充   | 西久保瑞穂 | 黄瀬和哉                    |
| 第3話 | 洋太がくれた服を着て初めてデートした記念日 | 山下久仁明     | 西久保瑞穂 | 川崎逸朗   | 後藤隆幸                    |
| 第4話 | 告白                                       | 山下久仁明     | -          | 神谷純     | 黄瀬和哉                    |
| 第5話 | あいが消える!                              | あかほりさとる | 坂田純一   | 川崎逸朗   | 後藤隆幸                    |
| 第6話 | 哀・あい・愛                               | 関島眞頼       | -          | 神谷純     | 岸田隆宏、後藤隆幸 黄瀬和哉 |

### 関連CD（OVA）
天野あいメッセージCDシングル「なぐさめてあげる」 (Victor/CDES-66)
OVA全巻購入特典の非売品CDシングル。ミニCDドラマ1話とBGM5曲が収録されている。CDドラマは天野あいが壊れていないビデオデッキで再生された「完全版・天野あい」を演じるという内容で、天野あい役の林原めぐみによる一人芝居となっている。
収録曲
1. CDドラマ「なぐさめてあげる」
2. あの日に…（インストゥルメンタル）
3. 明日は明日（インストゥルメンタル）
4. 洋太 v.s. ローレック（インストゥルメンタル）
5. 君の虹（インストゥルメンタル）

電影少女 オリジナル・サウンドトラック (Victor/VICL-281)
1992年3月27日にビクター音楽産業（現：JVCケンウッド・ビクターエンタテインメント）から発売された OVA のサウンドトラック。桂が長年ファンであることを公言していた、酒井法子が参加している。また桂本人も参加。
収録曲
1. うれし涙（酒井法子）
2. あの日に…（木村真紀）
3. 明日は明日（桂正和）
4. メッセージ（Nav Katze）
5. 硝子MOON（須藤まゆみ）
6. Theme of TAKASHI
7. 悲しみの魂をつむぐもの
8. Master of GOKURAKU
9. Searching for AI 幻〜闘〜再会
10. 好きなんです（木村真紀）

「電影少女 2nd」イメージ・サウンドトラック -Memories- (Victor/VICL-316)
1992年7月27日にビクター音楽産業から発売されたイメージサウンドトラック。前作に引き続き桂が自ら参加。
収録曲
1. Prologue:Answering Phone I
2. AI LOVE YOU (TECHIE POO)
3. Scene1:長電話1
4. 晩夏の降る庭（新居昭乃）
5. Scene2:長電話2
6. 心の水たまり（桂正和）
7. Scene3:長電話3
8. Takashi's Theme II
9. Scene4:長電話4
10. まだ見ぬ夢（桂正和）
11. Scene5:長電話5
12. Frozen Flower (Nav Katze)
13. Scene6:Answering Phone II
14. u・re・shi・na・mi・da
15. Scene7:ナ・グ・サ・メ・テ・ア・ゲ・ル
16. 君の虹（須藤まゆみ）
17. あいともえみの留守電メッセージ

## 小説
『電影少女 -VIDEO GIRL AI-』のタイトルで富田祐弘によってノベライズがなされている。第一話「天野あい」が『jump novel』vol.1（1991年8月21日号）に掲載。1993年6月9日にジャンプ ジェイ ブックスより単行本が発売された。
単行本には小説オリジナルとなるビデオガールの名前を題名とした、第二話「影取ゆう」・第三話「香山ゆめ」の2話が書き下ろされ、全3話が収録されている。この他桂による描き下ろしとして、カラーイラストとスペシャル・エキストラコミック「BONUS CHAPTER ビデオガールたちの休日」（3頁）が冒頭に収録されている。なお、スペシャル・エキストラコミックには小説に登場する3人のビデオガールの他、読切『ビデオガール』のはるの、漫画本編の桃乃恋も登場している。

## ゲーム
『電影少女 -Virtual Girl Lun-』のタイトルで1999年にバンプレストから販売されたWindows 95/98向け恋愛シミュレーションゲーム。主人公が手にしたCD-ROMから飛び出した「バーチャルガールるん」に助けられながら本当の恋人を見つけることが目的。あい編に出てきたもえみなどの他、ゲームオリジナルの女の子が登場。

## ビデオガール
「ビデオガール」 (VIDEO GIRL) は連載作品『電影少女』の元となった読切作品。『週刊少年ジャンプ』1989年特別編集ウインタースペシャルに掲載。短編集『桂正和コレクション』の2巻（扉含め6ページまでカラー）および、『電影少女』15巻に収録されている。
本作品の時点で、
- ビデオを再生することによって女の子が飛び出してくる。
- 再生時のトラブルで女の子の性格が変わる。
- 主人公とビデオガールが恋に落ちる。
- ビデオガールが人間になって主人公と結ばれる。

といった「あい編」の大枠は既に出来上がっている。
当時担当であった鳥嶋和彦の「描きたい女の子を描いてこい」との要望から、男の子っぽいキャラクターの「はるの」がまず誕生する。その後「SFが入らないと自分が面白くない」桂に対し、「『アメージング・ストーリー』のビデオの『薬品がかかった雑誌から男が出てくる話』の女版で行こう」との提案が出された。そこで「裏本（注：リンク先18禁記事）に薬品がかかり、液が裏まで染みて裏のページの男の性格になる」話にしようとするも、さすがに少年誌で裏本は問題があると判断され、当時人気の高かったレンタルビデオ屋から着想を得て、ビデオを再生したら少女が飛び出してくるという「ビデオガール」の概念が誕生した（同時に録画ボタンによって男の性格になる設定も誕生）。

### あらすじ（ビデオガール）
昨日まで空き地だったはずのところに突如現れたレンタルビデオショップ。「特殊ビデオ」の文字にスケベ心を刺激された山川宗洋はふらりと立ち寄り好みの女の子のビデオを借りていく。家に帰り着き、早速そのビデオを再生してみると、突然女の子がテレビ画面から飛び出してきた。

### 登場人物（ビデオガール）
山川 宗洋（やまかわ むねひろ）
同級生の浩子に恋する高校2年生。連載版の洋太にあたる。
はるの
ビデオガール。本来は「清純」「可憐」「淑やか」な性格のはずが宗洋が再生時に間違えて録画ボタンを押してしまったためにその時にテレビに映っていた男性が上書きされてしまい、ボーイッシュな性格になってしまった。
浩子（ひろこ）
クラスで一番かわいい宗洋の同級生であり、憧れの女の子。ウエイトレスのアルバイトをしている。

## 書誌情報
特記のない限り、著者は桂正和・発行は集英社。
- 『電影少女』〈ジャンプ・コミックス〉、全15巻
  1. 「失恋」1990年7月15日発行、ISBN 4-08-871801-1
  2. 「消滅」1990年9月15日発行、ISBN 4-08-871802-X
  3. 「再生」1990年11月15日発行、ISBN 4-08-871803-8
  4. 「体験」1991年1月15日発行、ISBN 4-08-871804-6
  5. 「刺客」1991年3月15日発行、ISBN 4-08-871805-4
  6. 「破局」1991年6月15日発行、ISBN 4-08-871806-2
  7. 「再現」1991年8月12日発行、ISBN 4-08-871807-0
  8. 「交際」1991年10月15日発行、ISBN 4-08-871808-9
  9. 「記憶」1991年12月8日発行、ISBN 4-08-871809-7
  10. 「氷解」1992年2月15日発行、ISBN 4-08-871810-0
  11. 「生命」1992年5月13日発行、ISBN 4-08-871701-5
  12. 「嫉妬」1992年7月8日発行、ISBN 4-08-871702-3
  13. 「幸福」1992年9月9日発行、ISBN 4-08-871703-1
  14. 「心の傷」1992年11月8日発行、ISBN 4-08-871704-X
  15. 「恋愛」1993年3月8日発行、ISBN 4-08-871705-8
- 愛蔵版『電影少女』〈愛蔵版コミックス〉、全9巻
  1. 1997年4月25日発行、ISBN 4-08-782736-4
  2. 1997年5月25日発行、ISBN 4-08-782737-2
  3. 1997年6月25日発行、ISBN 4-08-782738-0
  4. 1997年7月23日発行、ISBN 4-08-782739-9
  5. 1997年9月24日発行、ISBN 4-08-782740-2
  6. 1997年10月25日発行、ISBN 4-08-782741-0
  7. 1997年11月25日発行、ISBN 4-08-782742-9
  8. 1997年12月23日発行、ISBN 4-08-782743-7
  9. 1998年1月25日発行、ISBN 4-08-782744-5
- 文庫版『電影少女』〈集英社文庫〉、全9巻
  1. 2003年1月17日発行、ISBN 4-08-618012-X
  2. 2003年1月17日発行、ISBN 4-08-618013-8
  3. 2003年3月18日発行、ISBN 4-08-618014-6
  4. 2003年3月18日発行、ISBN 4-08-618015-4
  5. 2003年4月18日発行、ISBN 4-08-618016-2
  6. 2003年4月18日発行、ISBN 4-08-618017-0
  7. 2003年5月16日発行、ISBN 4-08-618018-9
  8. 2003年5月16日発行、ISBN 4-08-618019-7
  9. 2003年5月16日発行、ISBN 4-08-618020-0
- CDブック『電影少女 -VIDEO GIRL AI-』〈集英社CDブック〉 1991年7月 、ISBN 4-08-901044-6
- 小説『電影少女 -VIDEO GIRL AI-』富田祐弘（著者）〈ジャンプ ジェイ ブックス〉1993年6月発行、ISBN 4-08-703008-3
- 短編集『桂正和コレクション VOL.2』発行：創美社・発売：集英社〈ジャンプ スーパー エース〉1989年4月15日発行、ISBN 4-420-13718-5